# Astronomický interferometr

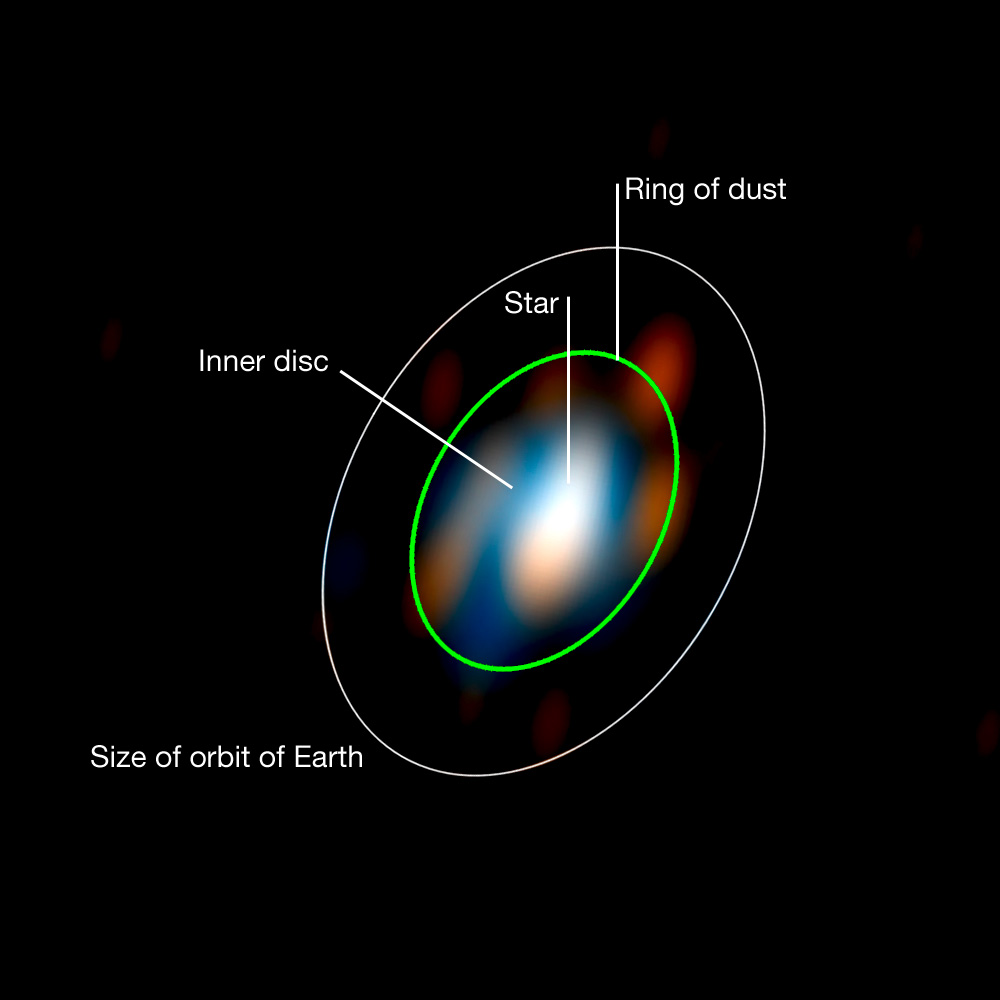
Interferometr VLT Evropské jižní observatoře pořídil první detailní snímek disku kolem mladé hvězdy.

Astronomický interferometr nebo teleskopické pole je sada samostatných dalekohledů, zrcadlových segmentů nebo antén radioteleskopů, které fungují jako jeden dalekohled a poskytují snímky astronomických objektů, jako jsou hvězdy, mlhoviny a galaxie, s vyšším rozlišením pomocí interferometrie. Výhodou této techniky je, že může teoreticky vytvářet snímky s úhlovým rozlišením velkého dalekohledu s optickou aperturou rovnající se vzdálenosti mezi komponentními dalekohledy. Hlavní nevýhodou je, že nepojme tolik světla jako kompletní zrcadlo. Je tedy užitečný hlavně pro jemné rozlišení jasnějších astronomických objektů, jako jsou blízké dvojhvězdy. Další nevýhodou je, že maximální úhlová velikost zdroje detekované emise je omezena minimální vzdáleností mezi detektory v kolektorovém poli.
Interferometrie je nejrozšířenější v radioastronomii, ve které se spojují signály ze samostatných radioteleskopů. Technika matematického zpracování signálu zvaná syntéza apertury se používá ke spojení samostatných signálů za účelem vytvoření obrázků s vysokým rozlišením. Ve VLBI (Very Long Baseline Interferometry) jsou radioteleskopy vzdálené tisíce kilometrů spojeny do radiového interferometru s rozlišením, které by bylo dáno hypotetickou jedinou parabolou s aperturou tisíce kilometrů v průměru. Na kratších vlnových délkách používaných v infračervené astronomii a optické astronomii je obtížnější kombinovat světlo ze samostatných dalekohledů, protože světlo musí být koherentní v rámci zlomku vlnové délky na dlouhých optických drahách, což vyžaduje velmi přesnou optiku. Praktické infračervené a optické astronomické interferometry byly vyvinuty teprve nedávno a jsou jednou z nejmodernějších metod astronomického výzkumu.
Astronomické interferometry mohou vytvářet astronomické snímky s vyšším rozlišením než jakýkoli jiný typ dalekohledu. V rádiových vlnových délkách, byly získány obrázky s rozlišením na několik úhlových mikrosekund a ve viditelném a infračerveném spektru bylo dosaženo rozlišení až na zlomky úhlových milisekund.
Jednoduché uspořádání astronomického interferometru je parabolické rozmístění zrcadel, které vytvoří částečně úplný reflektorový teleskop, ale s "řídkou" aperturou.

## Dějiny

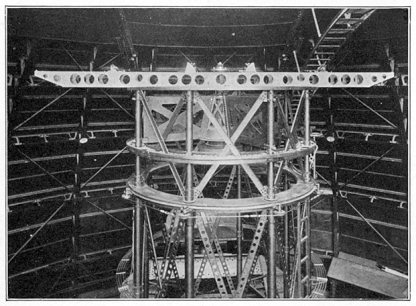
Šestimetrový Michelsonův interferometr namontovaný na rámu 2,5m širokého Hookerova dalekohledu, 1920

Jedno z prvních použití optické interferometrie je známé jako Michelsonův hvězdný interferometr na reflektorovém dalekohledu observatoře Mount Wilson určený k měření průměrů hvězd. Rudý obr Betelgeuse byl první hvězdou, které byl takto určen průměr 13. prosince 1920. Ve 40. letech 20. století byla k provedení prvních radioastronomických pozorování s vysokým rozlišením použita rádiová interferometrie. Další tři desetiletí dominoval astronomickému výzkumu v oblasti interferometrie výzkum na rádiových vlnových délkách, což vedlo k vývoji velkých přístrojů, jako je Very Large Array a Atacama Large Millimeter Array .
Optická/infračervená interferometrie byla rozšířena na měření pomocí oddělených dalekohledů Johnsona, Betze a Townese (1974) v infračervené oblasti a Labeyrie (1975) ve viditelné oblasti. Na konci 70. let 20. století došlo ke zdokonalení počítačového zpracování a tím pádem zostření výsledných obrazů. Podobné techniky byly aplikovány na další pole astronomických dalekohledů, včetně Keckova interferometru a Palomarského zkušebního interferometru.

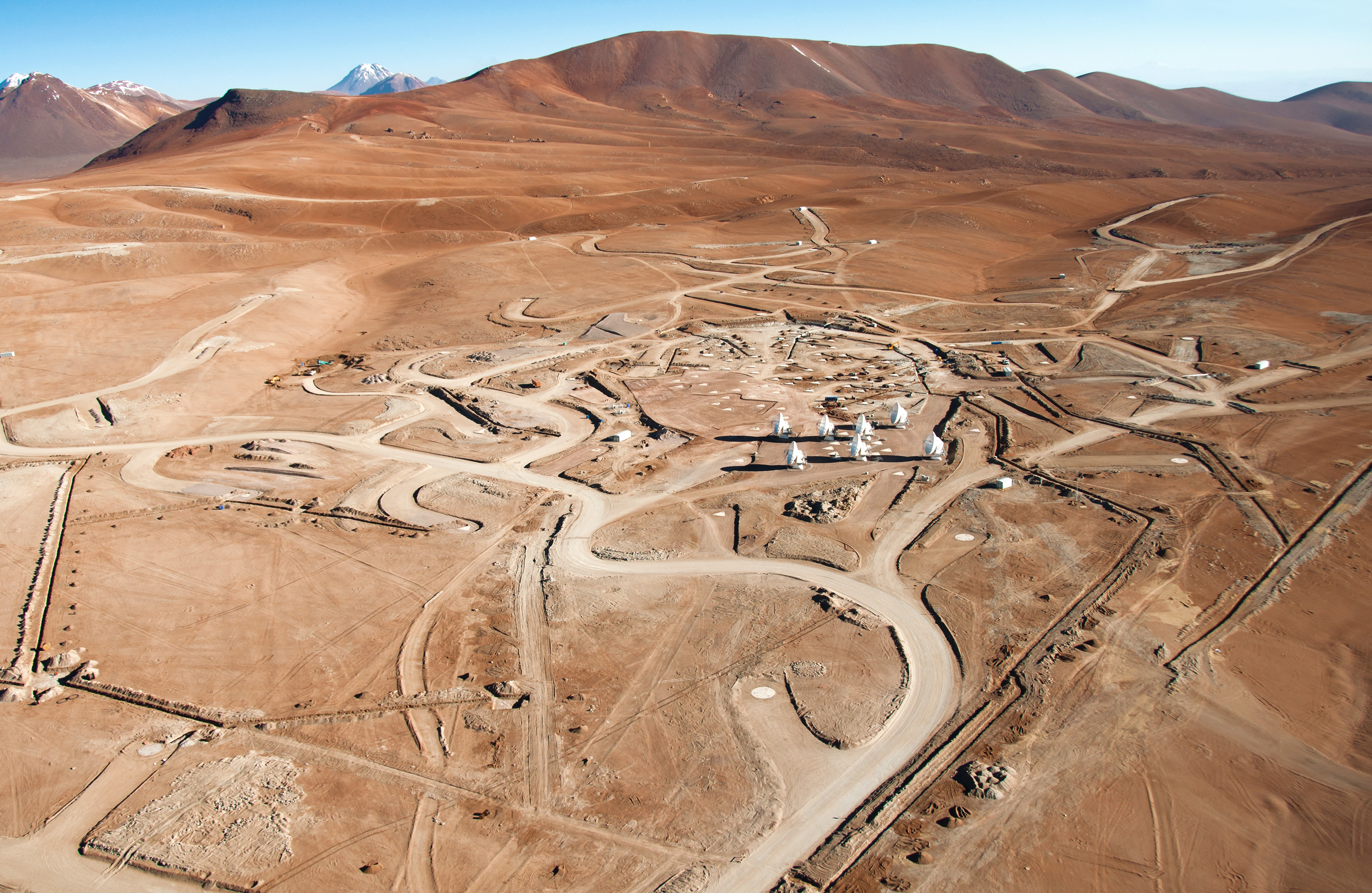
Letecký pohled na staveniště ESO /NAOJ/NRAO ALMA.

V 80. letech 20. století Cavendishova astrofyzikální skupina rozšířila interferometrickou zobrazovací techniku aperturní syntézy na astronomii viditelného světla a infračerveného záření a poskytla první snímky blízkých hvězd s velmi vysokým rozlišením. V roce 1995 byla tato technika poprvé demonstrována na řadě samostatných optických dalekohledů, což umožnilo další zlepšení rozlišení a umožnilo zobrazování povrchů hvězd s ještě vyšším rozlišením. Softwarové balíčky jako BSMEM nebo MIRA se používají k převodu naměřených amplitud viditelnosti a fází uzavření na astronomické snímky. Stejné techniky byly nyní použity u řady dalších polí astronomických dalekohledů, včetně Námořního přesného optického interferometru, Infračerveného prostorového interferometru či pole IOTA. Řada dalších interferometrů provedla měření fáze uzavření a očekává se, že brzy vytvoří své první snímky, včetně VLT I, pole CHARA a prototypu hyperdalekohledu Le Coroller a Dejonghe. Byly také pořízeny první syntetizované snímky vytvořené geostacionárními družicemi.

## Moderní astronomická interferometrie
Astronomická interferometrie se v zásadě provádí pomocí interferometrů typu Michelson (někdy i jiného typu). Hlavní interferometrické observatoře, které jsou v provozu, využívají tento typ přístrojového vybavení (např. VLTI, NPOI a CHARA).

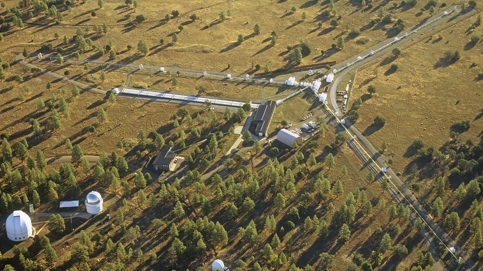
Námořní přesný optický interferometr(NPOI), 437m optický/téměř infračervený, 6paprskový Michelsonův interferometr se základní linií v nadmořské výšce 2163 m na Anderson Mesa v severní Arizoně, USA. Od roku 2013 se instalují čtyři další 1,8metrové dalekohledy.

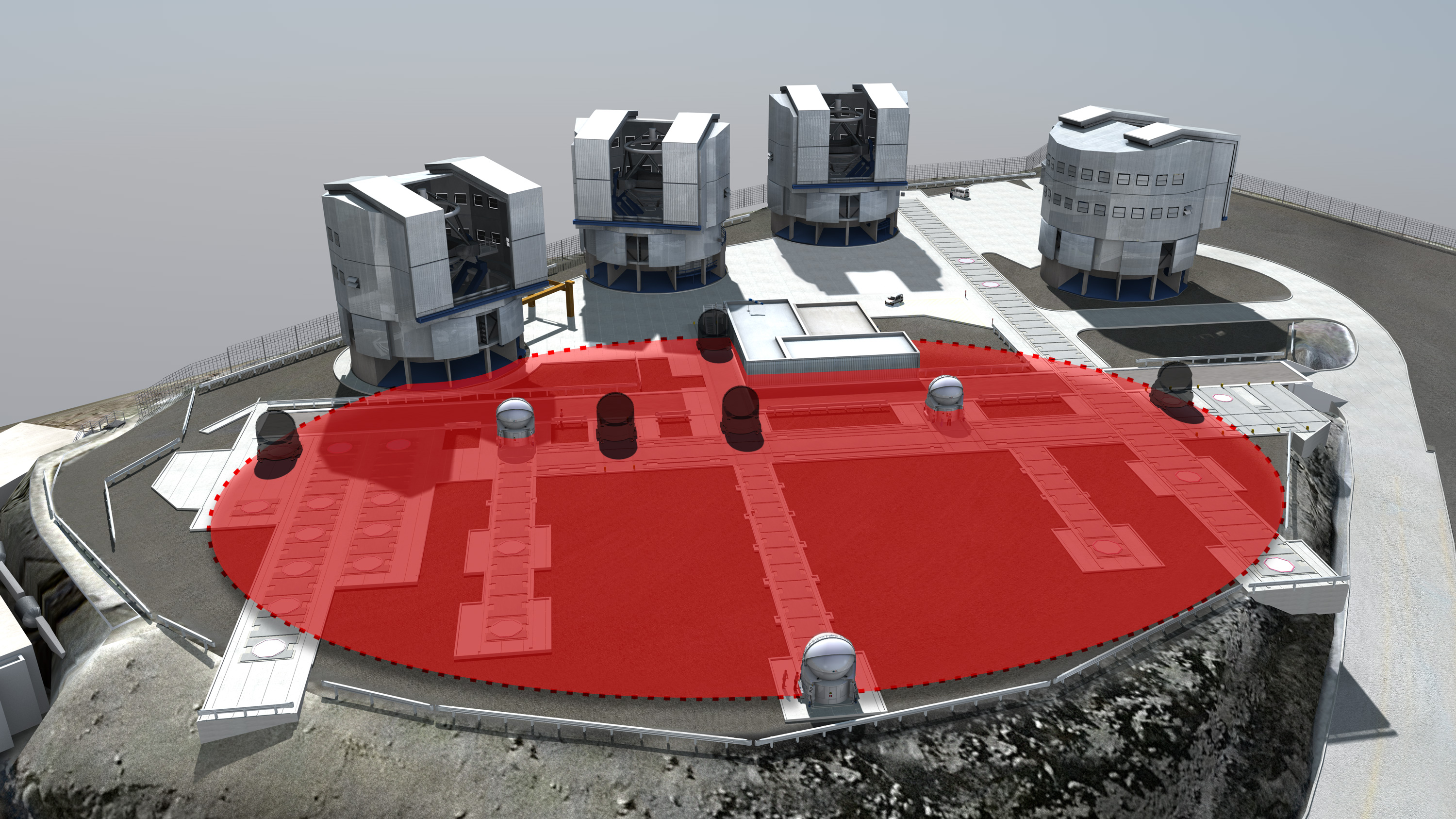
Světlo sbírané třemi pomocnými dalekohledy ESO VLT a kombinované pomocí techniky interferometrie.

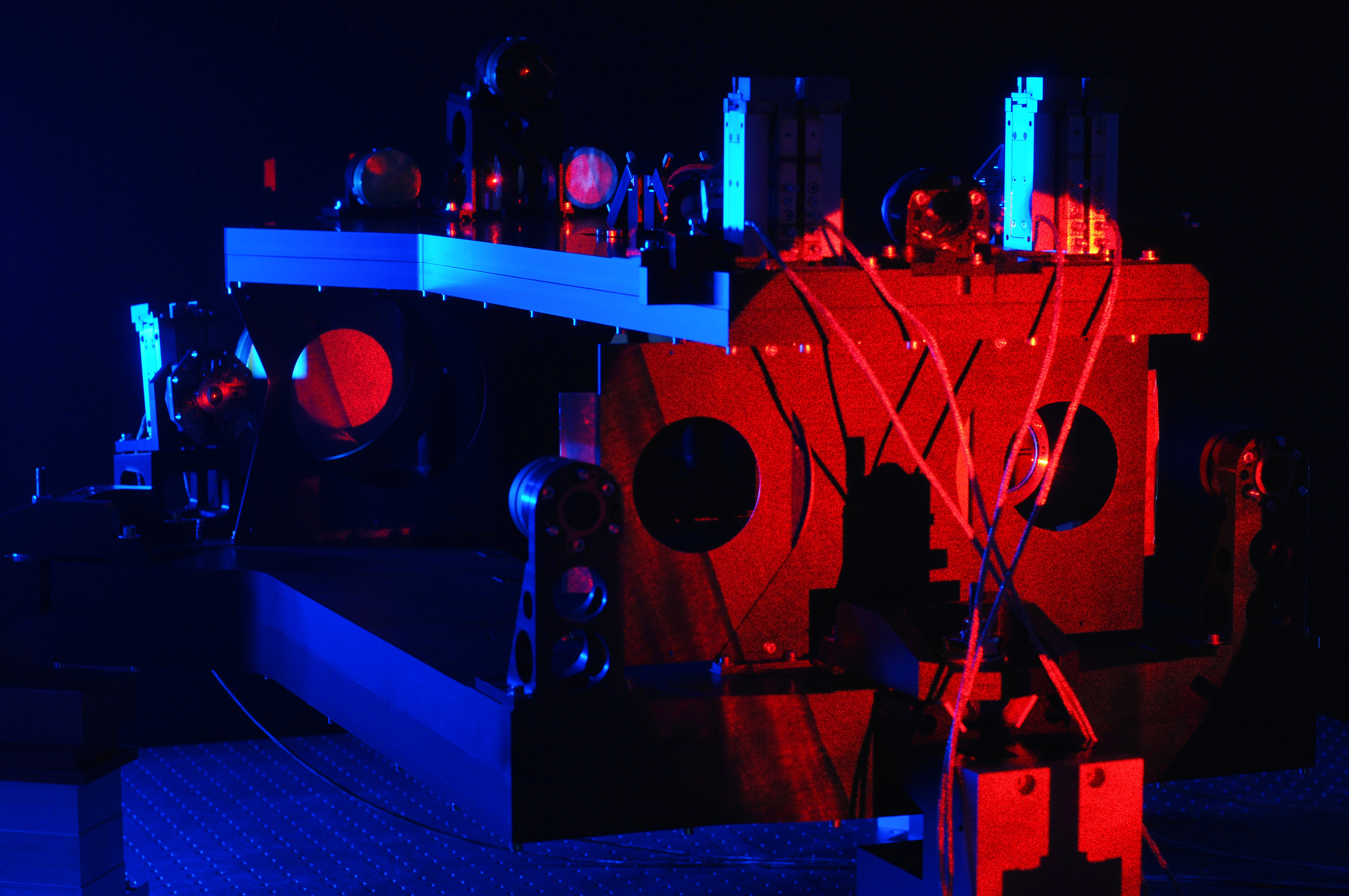
Tento obrázek ukazuje jeden ze série sofistikovaných optických a mechanických systémů nazývaných hvězdné separátory pro Very Large Telescope Interferometer (VLTI).

Současné projekty budou využívat interferometry k hledání extrasolárních planet, a to buď astrometrickým měřením recipročního pohybu hvězdy Palomarský zkušební interferometr a VLTI), pomocí nulování (Keckův interferometr a Darwin) nebo prostřednictvím přímého zobrazování (jak je navrženo pro Labeyrieův hyperteleskop).
Inženýři z Evropské jižní observatoře ESO navrhli Very Large Telescope VLT tak, aby jej bylo možné použít také jako interferometr. Spolu se čtyřmi statickými 8.2m dalekohledy byly čtyři mobilní 1,8m pomocné dalekohledy (AT) zahrnuty do celkové koncepce VLT, aby vytvořily velmi velký dalekohledový interferometr (VLTI).
Při použití interferometrie přivádí komplexní systém zrcadel světlo z různých dalekohledů do astronomických přístrojů, kde se toto kombinuje a zpracovává. Je to technicky náročná operace, protože světelné dráhy musí být udrženy přesné v rozmezí 1/1000 mm na vzdálenost několika set metrů. U statických dalekohledů lze dosáhnout ekvivalentní průměr zrcadla až 130m a při kombinaci přídavných dalekohledů ekvivalentní průměry zrcadel až 200m. To je až 25krát lepší než rozlišení jednoho statického dalekohledu VLT.
VLTI dává astronomům možnost studovat nebeské objekty v bezprecedentních detailech. Je možné vidět detaily na povrchu hvězd a dokonce i studovat prostředí v blízkosti černé díry. S prostorovým rozlišením 4 úhlových milisekund, VLTI umožnil astronomům získat jeden z nejostřejších snímků hvězdy. To je ekvivalentní rozlišení špendlíkové hlavičky na vzdálenost 300 km.
Mezi pozoruhodné výsledky 90. let patřilo měření průměrů 100 hvězd a mnoha přesných poloh hvězd pomocí interferometru Mark III, stejně jako snímky s velmi vysokým rozlišením a vůbec poprvé měření hvězd ve střední infračervené oblasti infračerveným hvězdným interferometrem pomocí COAST a NPOI. Mezi další výsledky patří přímá měření velikostí a vzdáleností cefeid a mladých hvězdných objektů.

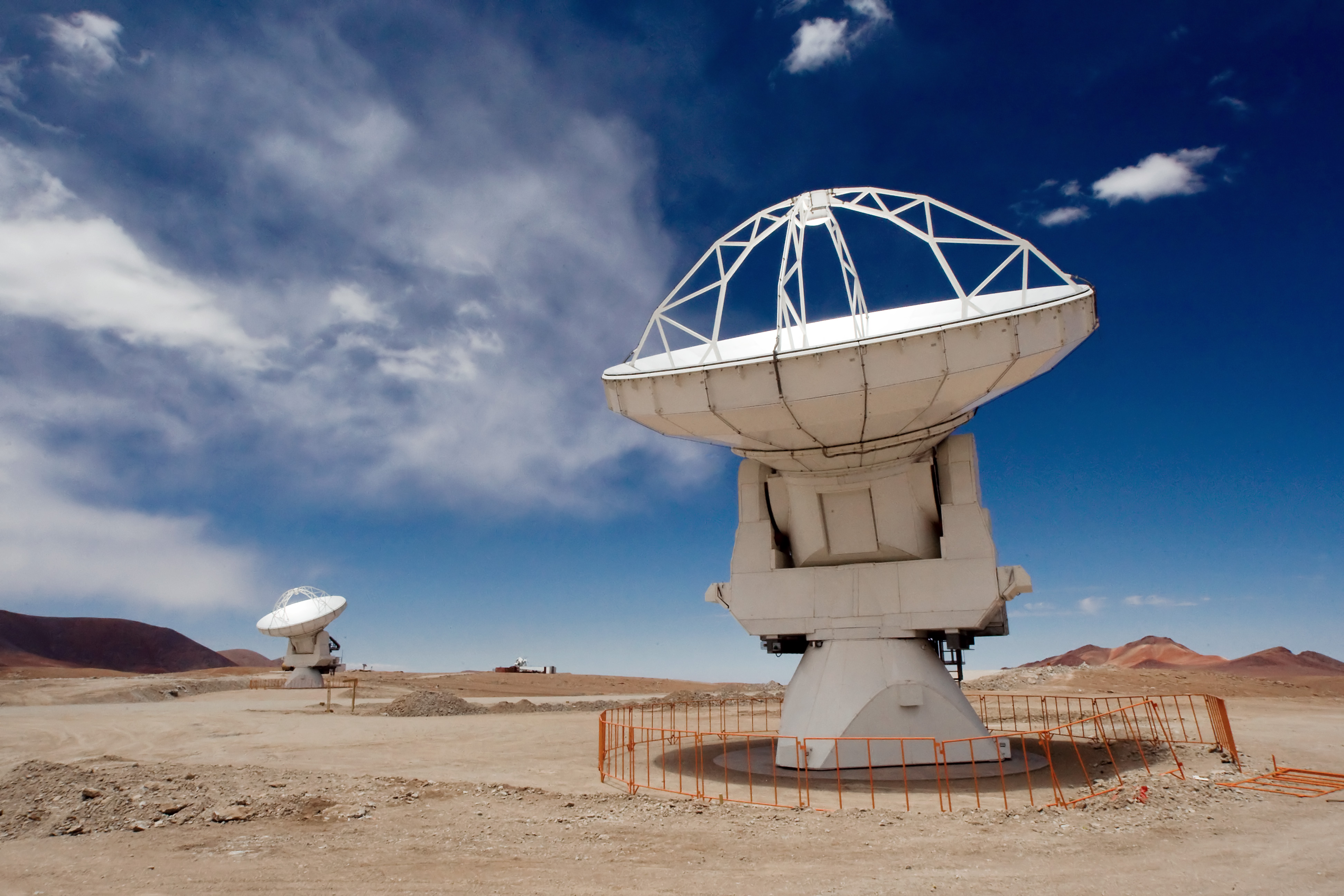
Dvě z 12metrových antén Atacama Large Millimeter/submilimeter array (ALMA) hledí na oblohu na observatoři Array Operations Site (AOS), vysoko na náhorní plošině Chajnantor v nadmořské výšce 5000 metrů v chilských Andách.

Vysoko na náhorní plošině Chajnantor v chilských Andách staví Evropská jižní observatoř (ESO) spolu se svými mezinárodními partnery ALMA, která bude shromažďovat záření z některých nejchladnějších objektů ve vesmíru. ALMA bude jediný dalekohled nové konstrukce, složený z 66 vysoce přesných antén a pracující na vlnových délkách 0,3 až 9,6 mm. Jeho hlavní 12metrové pole bude mít padesát antén o průměru 12 metrů, které budou společně fungovat jako jeden dalekohled – interferometr. Ty doplní další kompaktní pole čtyř 12metrových a dvanácti 7metrových antén. Antény mohou být rozmístěny na pouštní náhorní plošině na vzdálenosti od 150 metrů do 16 kilometrů, což projektu ALMA poskytne výkonný variabilní „zoom“. Bude schopen sondovat vesmír na milimetrových a submilimetrových vlnových délkách s bezprecedentní citlivostí a s rozlišením až desetkrát větším než Hubbleův vesmírný dalekohled a doplňovat snímky pořízené interferometrem VLT.
Optické interferometry jsou astronomy většinou vnímány jako velmi specializované přístroje, schopné velmi omezeného rozsahu pozorování. Často se říká, že interferometr dosahuje efektu dalekohledu o velikosti vzdálenosti mezi aperturami; to platí pouze v omezeném smyslu úhlového rozlišení. Množství shromážděného světla – a tedy nejslabší objekt, který lze vidět – závisí na skutečné velikosti apertury, takže interferometr by nabídl jen malé zlepšení, protože obraz je slabý (prokletí tenkého pole). Kombinované účinky omezené plochy apertury a atmosférické turbulence obecně omezují interferometry na pozorování poměrně jasných hvězd a aktivních galaktických jader. Ukázalo se však, že jsou užitečné pro velmi přesná měření jednoduchých hvězdných parametrů, jako je velikost a poloha (astrometrie), pro zobrazování nejbližších obřích hvězd a sondování jader blízkých aktivních galaxií.
Max Tegmark a Matias Zaldarriaga navrhli dalekohled s rychlou Fourierovou transformací, který by se spíše než na standardní čočky a zrcadla spoléhal na rozsáhlý počítačový výkon. Pokud bude i nadále fungovat Moorův zákon, mohou se takové návrhy za pár let zlevnit a uvést do praxe.